# Saint-Laurent-de-la-Plaine
Saint-Laurent-de-la-Plaine – miejscowość i dawna gmina we Francji, w regionie Kraj Loary, w departamencie Maine i Loara. W 2008 roku liczba ludności wynosiła 1755 mieszkańców. 
W dniu 15 grudnia 2015 roku z połączenia 11 ówczesnych gmin – Beausse, Botz-en-Mauges, Bourgneuf-en-Mauges, La Chapelle-Saint-Florent, Le Marillais, Le Mesnil-en-Vallée, Montjean-sur-Loire, La Pommeraye, Saint-Florent-le-Vieil, Saint-Laurent-de-la-Plaine oraz Saint-Laurent-du-Mottay – utworzono nową gminę Mauges-sur-Loire. Siedzibą gminy została miejscowość La Pommeraye. 